# Андерс Еклунд
Андерс Еклунд (швед. Anders Eklund; 22 грудня 1957 — 1 квітня 2010) — шведський професійний боксер, чемпіон Європи за версією EBU (1985, 1987) у важкій вазі.

## Аматорська кар'єра
На Олімпійських іграх 1980 в категорії понад 81 кг програв у першому бою Іштвану Леваї (Угорщина).
На чемпіонаті світу 1982 програв у першому бою Петеру Гуссінгу (ФРН).

## Професіональна кар'єра
Після чемпіонаті світу 1982 перейшов до професійного боксу.
9 березня 1985 року в бою проти Штеффена Тангстада (Норвегія) завоював титул чемпіона Європи за версією EBU у важкій вазі. В наступному бою 1 жовтня 1985 року програв Френку Бруно (Велика Британія).
28 березня 1987 року в бою проти Альфредо Евангеліста (Уругвай) вдруге завоював титул чемпіона Європи за версією EBU у важкій вазі та знов втратив його в першому захисті, програвши 9 жовтня 1987 року Франческо Даміані (Італія).